# Stàraia Ivànovka
Stàraia Ivànovka (en rus: Старая Ивановка) és un poble de l'óblast de Saràtov, a Rússia, segons el cens del 2010 tenia 11 habitants. Pertany al districte municipal d'Atkarsk.